# Протеривање Немаца из Чехословачке
Протеривање Немаца из Чехословачке догодило се одмах након Другог светског рата у периоду од 1945. до 1948. године када је из земаља средње и источне Европе извршена депортација највећег броја Немаца, некада староседелаца ових земаља.
Још током трајања немачке окупације Чехословачке, чешке групе отпора захтевале су депортацију етничких Немаца из Чехословачке. Одлуку о депортацији Немаца усвојила је чехословачка влада у егзилу која је, почев од 1943. године, тражила подршку савезника за реализацију овог предлога. Коначни споразум о протеривању немачког становништва ипак је постигнут тек 2. августа 1945. на крају Потсдамске конференције.
У месецима након завршетка рата, „дивља“ протеривања дешавала су се од маја до августа 1945. Чехословачки председник Едвард Бенеш 28. октобра 1945. године позвао је на „коначно решење немачког питања“ (Czech: konečné řešení německé otázky) које мора бити решено депортацијом етничких Немаца из Чехословачке.
Протеривања су вршена по налогу локалних власти, углавном групе наоружаних добровољаца. Међутим, у неким случајевима протеривање је вршено и уз помоћ регуларне војске. Током периода насилног пресељења процењује се да је 600.000 Немаца побегло или расељено из Чехословачке,  а од броја многи су прво уточиште потражили и нашли у Аустрији.
За ове злочине готово да нико није процесуиран, а у послератном парламенту предложен је чак и нацрт закона који би ове масакре ретроактивно легализовао.
Према закључцима Потсдамске конференције протеривање је настављено од 25. јануара 1946. до октобра 1946. године. Отприлике 1,6 милиона етничких Немаца депортовано је у америчку зону (Западна Немачка), а процењено је да је 800 000 депортовано у совјетску зону (Источна Немачка).
Протеривања су се завршила 1948. године, али нису сви Немци протерани; процене укупног броја непротераних Немаца крећу се од приближно од 160.000 до 250.000.
Западнонемачка влада 1958. године проценила је да је број немачких жртава током периода протеривања био око 270.000, што је податак који се од тада цитира у историјској литератури.   Једено од истраживања заједничке немачке и чешке комисије историчара 1995. године открила су да су претходне демографске процене од 220.000 до 270.000 смртних случајева биле прецењене и засноване на погрешним информацијама; и закључили су да је стварни број погинулих од најмање 15.000 особа и да се може кретати до највише 30.000 мртвих ако се претпостави да неки смртни случајеви нису пријављени. Изјава Комисије такође каже да немачки подаци показују 18.889 потврђених смрти, укључујући и 3.411 самоубистава. Чешка евиденција указује на 22.247 смртних случајева, укључујући 6.667 необјашњивих случајева или самоубистава.
Немачка црквена служба за тражење несталих успела је да потврди смрт 14.215 особа током протеривања из Чехословачке (6.316 насилних смртних случајева, 6.989 у логорима за интернирање и 907 у СССР-у код особа на присилном раду).

## Историја политике протеривања
Етнички Немци насељавају се на територијама Чешке и Моравске (која обухвата модерну Чешку) више од 1.000 година. Чешка краљевина, дуго једна од најстаријих и најзначајнијих политичких снага у средњоевропској историји и дипломатији, готово се циклично смењивала између фаза независности и потчињавања владавини Светог римског царства. Иако је Бохемија церемонијално била део немачког Светог римског царства скоро миленијум, Чеси су често деловали са великом аутономијом или чак независношћу, често наслеђујући Мађарску и Пољску. Као резултат ове блиске повезаности са Немачком, етничке немачке мањине су се непрестано насељавале у урбаним центрима централне Чешке и сеоским земљама на немачко-чешкој граници и брзо формирале елитну етничку касту над великом словенском чешком већином. Ова немачка мањина је значајно допринела архитектури, политичким основама и структури католичке цркве. Под немачким царем Карлом IV, у Прагу су у 14. веку основали нову хабзбуршку престоницу која је брзо постала један од најлепших културних центара Европе. Ово наслеђе остаје видљиво и данас. етничке немачке мањине су се стално насељавале у урбаним центрима централне Чешке и сеоским земљама на немачко-чешкој граници и брзо формирале елитну етничку касту над великом словенском чешком већином. Ова немачка мањина је значајно допринела архитектури, политичким основама и структури католичке цркве. Под немачким царем Карлом IV, у Прагу су у 14. веку основали нову хабзбуршку престоницу која је брзо постала један од најлепших културних центара Европе. Ово наслеђе остаје видљиво и данас.
Преко 700 година Чеси и Немци живели су заједно у оним земљама које ће у 20. веку бити консолидоване као Чехословачка. Није увек постојао складан суживот, али се ипак развила нека врста симбиозе која је одржавала однос до тачке у којој је једна група била незамислива без друге. Све се то променило у двадесетом веку у периоду који се карактерисао националним буђењем, нетолерантним етничким национализмом и тоталним ратом. Заправо, након Другог светског рата дуга чешко-немачка веза у Чешкој дошла је до горког и наизглед трајног краја протеривањем Немаца из Чехословачке.
Идеја о масовној депортацији становништва настала је после Првог светског рата. Решење компликованог етничког састава и насталих озбиљних сукоба и непремостивих антагонизама, посебно у централној и источној Европи, требало је да се реши  „поједностављењем етничког састава“. Један од првих који је промовисао ову меру био је, на пример, француски социолог Бернард Лавергне.
Расељавање је коришћено за решавање односа између Грчке и Турске на Балкану и у Малој Азији од 1922. до 1923. године након грчко-турског рата. Међутим, у међуратној Европи ово је било изузетно решење. Компликованом етничком саставу бавиле су се и мере Версајске конференције.
Политичари који представљају немачку мањину настојали су да створе „немачку Аустрију и „централну Европу“. Тражили су немачку хегемонску државу. Тако је и немачка централистичка политика дошла у сукоб са традиционалним чешким федерализмом. То се манифестовало последњих дана монархије у настојању судетских Немаца да постану део јединствене немачке државе. Са друге стране Чешка страна је тражила независну чешку државу. Овај сукоб између чешких и немачких политичара решаван је преговорима, али и на основу одлуке европских сила.
Период атмосфере релативне већине Чеха и Немаца у раним данима Републике подудара се са речима или умереним премијером Властимилом Тусаром: 
„Готово да није било наде за договор Чеха и Немаца о уставу. Није постојао мост између предстојећих уставних предлога и аутономних планова какви су у то време били сваки немачки политичар и сваки немачки часопис. Између чешког и немачког подухвата била је несавладива контрадикција, Чеси су желели да држава уједини Немце што је више могуће одвојено од Чеха.
Минхенски споразум, присилна оставка Судетског немачког рајха, али и Прва бечка награда доделом огромних подручја у Словачкој, Русинији и Мађарској, током 1938. довела је до ескалације целокупног чешко-немачког проблема. Током протектората и ратних догађаја, тензије између Чеха и Немаца су се продубиле.
Лоше искуство са заштитом мањина у Версајском систему и признавањем националних или језичких мањина било је главни показатељ расељавања мањина током рата, али и решење „немачког питања“. Мањине су једноставно требале да нестану.
Опседнутост чистом нацијом сигурно се појавила много раније у Централној Европи, али током рата Хитлер је ту опседнутост у великој мери оживео и додао расну надмоћ нације, и да уклони словенске нације из Чешке (као део коначног решења чешког питања ), Пољске и европског дела Совјетског Савеза, делимично у облику расељавања на Урал, и да их замени са Немцима.
Безбедност је била главни мотив послератне чехословачке националне политике и она се разумевала кроз колективно чланство у нацији. Тек тада су се појавили политички ставови или други елементи ставова становништва. Лондонска влада у егзилу и прва три послератна кабинета придавали су велики значај безбедносној важности спровођењу протеривања Немаца. Велике силе пристале су на расељавање под условом да се оно изведе на хуман начин.
У послератној ситуацији, расељавање дела немачког становништва сматрало се правним и превентивним решењем питања мањине, што би могло и даље бити извор напетости у међународним односима. Многи Немци из Словачке такође су расељени, ( Карпатски Немци).

## Планови за протеривање судетских Немаца
После Минхенског споразума из 1938. године, и Хитлерове окупације Бохемије и Моравске у марту 1939. године, Едвард Бенеш је кренуо да увери савезнике током Другог светског рата да је протеривање етничких Немаца најбоље решење. Протеривање су подржали чак и Чеси који су имали умерене ставове о Немцима. Пронацистичка Судетска немачка странка освојила је 88% гласова етничких Немаца у мају 1938. године.
Готово чим су немачке трупе окупирале Судетску област у октобру 1938. године, Едвард Бенеш и, касније, чехословачка влада у егзилу, спровели су двоструку политику: обнављање Чехословачке на њене преминхенске границе и уклањање, комбинацијом мањих граничних исправки и премештања становништва, немачке мањине унутар државе, како би се ојачао територијални интегритет државе. Иако су се детаљи мењали, заједно са британским јавним и званичним мишљењем, и притиском чешких група отпора, широки циљеви чехословачке владе у егзилу остали су исти током целог рата.
Предратна политика заштите мањина сматрана је контрапродуктивном (а саме мањине извором немира и нестабилности), јер је била повезана са уништавањем чехословачке државе и њеног демократског режима. Стога су чехословачки лидери донели одлуку о промени мултиетничког карактера државе у државу две или три националности (Чеси, Словаци и, у почетку, Русини). Тај циљ требало је постићи протеривањем већине осталих мањинских група и узастопном асимилацијом осталих националности. Будући да су готово сви људи немачке и мађарске националности стекли немачко или мађарско држављанство током окупације Чехословачке, протеривање је могло бити легализовано као протеривање странаца.
Дана 22. јуна 1942. године, након што су постали познати планови за протеривање судетских Немаца, Вензел Јаксх (судетски немачки социјалдемократа у егзилу) написао је писмо Бенешу протестујући због предложених планова.
У почетку је требало бити погођено само неколико стотина хиљада судетских Немаца - људи за које се сматрало да су нелојални према Чехословачкој и који су, према Бенешу и чешком јавном мњењу, деловали као Хитлерова „пета колона“. Због ескалације нацистичких злочина у Протекторату како је рат одмицао, јављали су се све већи захтеви чехословачке владе у егзилу, чешких група отпора и већине Чеха, за протеривање све више Немаца, без појединачне истраге или закључивање кривице с њихове стране. Једини изузетак били би 160.000 до 250.000 етничких Немаца "антифашиста", и ти етнички Немци пресудни за чешку индустрију. Чеси и њихова влада нису желели да будућа Чехословачка буде оптерећена великом немачком мањином.
Идеју о протеривању етничких Немаца из Чехословачке подржали су британски премијер Винстон Черчил, и британски министар спољних послова Антони Еден, па је 1942. године, чехословачка влада у егзилу добила и формалну подршку Уједињеног Краљевства за протеривање Немаца из Чехословачке, а марта 1943. године, председник Бенеш је добио и подршку Москве. У јуну 1943. године Бенеш је отпутовао у Вашингтон, и од председника Франклина Д. Рузвелта добио подршку за нове планове протеривања.
Током немачке окупације Чехословачке, посебно након одмазде нациста због атентата на Хајдриха, већина чешких група отпора тражила је коначно решење немачког питања, које би морало бити постигнуто премештањем или протеривањем. Захтеве је усвојила влада у егзилу која је, почев од 1943. године, тражила подршку савезника за овај предлог.
Кошички програм из априла 1945. године, који је оцртавао послератно политичко насељавање Чехословачке, предвиђао је протеривање Немаца и Мађара из земље. Коначни споразум о премештају немачке мањине ипак је постигнут тек 2. августа 1945. на крају Потсдамске конференције.

Сер Geoffrey Harrison, који је израдио члан  XIII Потсдамског саопштења у вези са протеривањима, написао је 31. јула 1945. године Серу John Troutbeck-ом, шефу немачког одељења спољне службе писмо следеће садржине:
Пододбор се састао три пута, узимајући за основу расправу о нацрту који сам дистрибуирао ... Соболов је заузео став да пољска и чехословачка желе да протерају своје немачко становништво о тиме испуне историјску мисију коју совјетска влада није била вољна да покуша да омета .....Cannon и ја, наравно, снажно смо се успротивили овом ставу. Јасно смо ставили до знања да нам се идеја масовних трансфера не свиђа. Како, међутим, нисмо могли да их спречимо, желели смо да обезбедимо да се изврше на што уреднији и хуманији начин ... 

## Немци у Чехословачкој на крају рата
Стећи јасну слике о протеривању Немаца из Чехословачке је тешко због хаотичних услова који су постојали на крају рата. Није постојала стабилна централна влада, а вођење евиденције такође није постојало. Многи догађаји који су се догодили током тог периода били су спонтани и локални, а не резултат координираних директива централне владе. Међу тим спонтаним догађајима било је уклањање и притварање судетских Немаца, што је изазвало снажно антинемачко расположење на локалном нивоу, а организовали су га локални званичници.
Према Schieder commission, евиденција купона за оброке хране показује приближно 3.070.899 становника окупираних Судетских крајева у јануару 1945. године, међу којима су били Чеси и Немци. Поред тога, већина од отприлике 100.000 карпатских Немаца из Словачке евакуисана је по Химлеровом наређењу у регион Бохемије и Моравске пред сам крај рата. Током априла и маја 1945. године, око 1,6 милиона Немаца из пољске Шлеске побегло је испред совјетских снага које су напредовале и тако силом прилика постале избеглице у Чешкој-Моравској. Тако је према немачким проценама у Бохемији-Моравској у мају 1945. било 4,5 милиона немачких цивила.

## Хронологија протеривања
До маја 1945. године совјетска Црвена армија освојила је Словачку и Чешку заједно са Трећим рајхом. Један режим ускраћивања суверенитета, чистки, погубљења и политичке цензуре заменио је други, пошто се поново уједињена Чехословачка брзо упила у комунистичку орбиту Варшавског пакта. Враћајући се из егзила, чехословачки председник Едвард Бенеш затекао је сломљену нацију разјарену етничком мржњом према Немцима, без обзира на њихова политичка уверења или мишљење о нацизму или антисловенском нацистичком шовинизму. Култура, етничка припадност, па чак и звук немачког језика гадили су се многим Чесима.
Више од 250.000 људи у Чехословачкој умрло је током рата због погубљења, затвора или у транзитним логорима у земљи и иностранству (Пољској), а 300.000 Чеха и Јевреја депортовано је у концентрационе логоре У разумљивој антинемачкој хистерији која је уследила, у чехословачкој влади је било узвишено да „нација преживљава само надајући се освети“ .
У опсежној генерализацији која је све Немце лажно сматрала ратоборним, профашистичким и античешким, Чехословаци су планирали да у потпуности униште читаву немачку мањину стару 1.000 година само због њихове етничке припадности, ефикасно очистивши више од 28,8% националног становништва за само неколико година.
Председник Бенеш захтева да се „немачко питање у нашој републици мора ликвидирати“, и да Чеси морају „стрпљиво чекати ... да очисте републику“ . Чешка влада је убрзала уклањање немачких цивила тврдећи да је „чешкој нацији потребан и њен Лебенсраум који би се постигао „одласком или протеривањем“ свих Немаца оптужених за сарадњу са освајачима. Иако је наставио да инсистира на томе да је неприкладно масовно убијање или погубљење Немаца и да се то неће десити антифашистима, на крају ће готово цела немачка националност бити уклоњена и пребачена у Немачку окупирану савезницима, укључујући и оне који нису имали апсолутно никакве нацистичке симпатије и активно су се сматрали грађанима Чехословачке. Тврдио је да је казна за „издају“ за коју су судетски Немци били криви - смрт - била далеко гора од протеривања, иако је током протеривања умрло најмање 15.000-30.000 цивила.
Из Лондона и Москве, чешки и словачки политички агенти у изгнанству пратили су напредовање совјетске војске која је гонила немачке снаге према западу, све до доласка на територију прве бивше Чехословачке Републике.
Бенеш је прогласио програм новоименоване чехословачке владе 5. априла 1945. године у североисточном граду Кошице, који је обухватио угњетавање и прогон не-чешког и несловачког становништва делимично обновљене Чехословачке Републике. Након проглашења програма у Кошицама, немачко и мађарско становништво које је живело у препорођеној чехословачкој држави подвргнуто је различитим облицима судских поступака, одузимању држављанства, одузимању имовине, осуди на радне логоре и постављању владиних управника у немачким и мађарским предузећима и и на фармама, које се еуфемистички називали „ресловакизација“.

### Улога чехословачке војске
Западну Чехословачку ослободиле су америчке снаге под вођством генерала Патона. Генерал Зденек Новак, шеф прашке војне команде „Алек“, издао је наредбу да се „депортују сви Немци са територије у историјским границама“.
 У брошури издатој 5. јуна 1945. под насловом „Десет заповести за чехословачке војнике у пограничним регионима“ намењеној војницима наводи се... 
Немци су остали наши непомирљиви непријатељи. Не престајте да мрзите Немце ... Понашајте се према Немцима као победник ... Будите оштри према Немцима ... Немачке жене и Хитлерова омладина такође сносе кривицу за злочине Немаца. Обрачунајте се и са њима на бескомпромисан начин.
 Дана 15. јуна 1945. године, владиним декретом војсци је наложено да спроведе мере за хапшење нацистичких злочинаца и изврши премештање немачког становништва. Дана 27. јула, Министарство народне одбране издало је тајну наредбу која је упућује на трансфер уз напомену да би требало да се изврши у што већем обиму и што је брже могуће како би западне силе ставила пред завршни чин.

### Неки од Бенешових декрета из 1945.
Између 1945. и 1948. године председник републике, чехословачки парламент са седиштем у Прагу, Словачко национално веће (парламент) у Братислави и Одбор словачких повереника (проглашавали су низ уредби, едиката, закона и статута чехословачке владе) који су означени и као Бенешови декрети. Неки од њих наведени су у доњој табели:
| Број акта | Назив |
| --------- | --- |
| 5/1945    | Декрет предсједника о неваљаности неких трансакција везаних уз стварна права од тренутка губитка слободе и о национализацији имовине Нијемаца, Мађара, издајица, колаборатора и неких организација и удруга |
| 12/1945   | Декрет предсједника о конфискацији и убрзаној додјели пољопривредног земљишта Нијемаца, Мађара, издајица и непријатеља чешких и словачких народа                                                            |
| 16/1945   | Декрет предсједника о кажњавању нацистичких злочинаца, издајица и њихових помагача те изванредним народним судовима                                                                                         |
| 28/1945   | Декрет предсједника о смјештају чешких, словачких и осталих славенских фармера на пољопривредном земљишту Нијемаца, Мађара и осталих државних непријатеља                                                   |
| 71/1945   | Декрет предсједника о радној обавези особа које су изгубиле чехословачко држављанство |

#### Уредбе
Уставна уредба председника Републике бр. 33/1945, о регулисању чехословачког држављанства особа немачке и мађарске националности, предвидела је губитак чехословачког држављанства за оне који су стекли друго држављанство према прописима страних држава, окупационе власти, и у свим осталим чехословачким држављанима немачке и мађарске националности.
У Уредби бр. 5/1945, О неваљаности одређених имовинско-правних поступака из времена неслободе и о националној администрацији имовинских вредности Немаца, Мађара, издајника и сарадника и одређених организација и института, идентификоване су особе немачке или мађарске националности као државно непоуздане.
Уредбом бр. 12/1945,. држава је одузела пољопривредну имовину свим лицима немачке и мађарске националности, без обзира на националност. Ова заплена је извршен указом бр. 108/1945, а Национални фондови за обнову, проширени „на све имовинске вредности лица немачке или мађарске националности“. Није дозвољена надокнада за одузету имовину.
Претпоставка кривице Немаца и Мађара за нацизам је тако правно утврђена. Само активни немачки припадници отпора могли су избећи такав закон на основу члана 1 став 2 Уредбе бр. 12/1945.., Али терет доказивања лежао је на њиховој страни.

## Масакри
Протеривање из 1945. године називано је „дивљим премештањем“ (дивокы одсун) због широко распрострањеног насиља и бруталности које нису спроводила само руља већ и војници, полиција и други који су деловали под окриљем власти. На пример, у лето 1945. године, било је локалних масакра над немачким становништвом. Следећи примери су описани у студији коју је урадио Европски универзитетски институт у Фиренци:
- 18. - 19. јуна 1945. године, у инциденту у Прерову - 71 мушкарац, 120 жена и 74 деце (265 карпатских Немаца) из Добшине пролазили су кроз Хорни Моштенице у близини железничке станице Преров. Овде су их чехословачки војници извели из воза, одвели изван града на брдо названо „Шведски шанци“, где су били принуђени да сами копају гробове, а потом су сви били стрељани. Масакр је постао јавно познат тек након пада комунистичког режима 1989. године.[1]
- 20.000 Немаца било је приморано да напусти Брно и оде у кампове у Аустрији. З. Бенеш је том приликом пријавио 800 смртних случајева.[1]
- Процене убијених у масакру у Устију крећу се од не мање од 42 до 2.000 цивила. Недавне процене крећу се од 80 до 100 смртних случајева.[1]
- 763 етничка Немца убијена је у Постелбергу (данас Постолопрти) и око њега.[1]

Током фазе насилног депортовања, процењује се да је број убијених Немаца био између 19.000 и 30.000. Процене су указивали да чехословачка влада није несклона „народној правди“ све док није претерано оцрнила репутацију земље у иностранству. Било је чак и владиних званичника који су тврдили да се масакри у Устију не би догодили да се влада оштрије обрачунала са Немцима.

## Кампови за интернирање
Према подацима немачког „Друштва против протеривања“, неки Немци су послати у „концентрационе логоре“. У извештају немачког Црвеног крста из 1964. године наводи се чехословачки систем логора који се састојао од:
- 1.215 притворских центара,
- 846 радних логора,
- 215 специјалних затвора.

У ове логоре заточено је 350.000 Немаца пре него што су Немци протерани и слани на принудни рад.
У свим логорима и затворима владала је глад и физичко насиље над Немцима (свих старосних група, укључујући новорођенчад, децу, жене и старце) неадекватни хигијенски услови, неадекватна медицинска нега, висок морталитет и присилни рад.
Историчар Tomas Stanek Troppau (Опава) процењује да је у логорима на краја рата у мају 1945. године и током 1946. године било 24.000 до 40.000 смртних случајева.
Историчар Kurt Böhme (Минхен), бивши шеф Немачке службе тражења Црвеног крста, наводи број људи који су умрли или нестали у тим логорима до 1955. године, од око 100.000, док је 240.000 судетских Немаца било директно или индиректно жртва расељавања.
Захваљујући политици тадашњег немачког канцелара Конрада Аденауера престао је принудни рад Немаца.
Када су Париски уговори ступили на снагу 5. маја 1955. године, Кремљ је наложио Прагу да пусти интерниране пре Аденауеровог путовања у Москву, које се очекивало после 5. маја. 1955. године Тада је завршено је интернирање Немаца и принудних радника у Чехословачкој.
Специјални судови осудили су 21.469 особа на затвор, а 713 је погубљено због злочина почињених током нацистичке окупације. Грубе процене тврде да је 350.000 Немаца у Чехословачкој прошло кроз једну или више од ових институција и да је 100.000 страдало. Међутим, Црвени крст је успео да потврди само 6.989 смртних случајева у логорима за интернирање.
Према Алфреду де Зајасу:
- Један од најгорих логора у послератној Чехословачкој био је стари нацистички концентрациони логор Theresienstadt.
- Услове под новом чешком администрацијом Х. Г. Адлер, бивши јеврејски затвореник, описује на следећи начин: ... у већини су то била деца и малолетници, који су били затворени само зато што су били Немци. Само зато што су били Немци ...? Ова реченица звучи застрашујуће познато; само је реч „Јевреји“ промењена у „Немци“. [...] Људи су били гнусно храњени и малтретирани, и није им било ништа боље него што је неко навикао из немачких концентрационих логора.[51]
- Цивилни интернирци који су преживели протеривање, навели су страхоте вишемесечног и вишегодишњег гладовања и злостављања у више хиљада сведочења.
- Савезничке власти у америчкој и британској зони могле су истражити неколико случајева, укључујући озлоглашени концентрациони логор у Чешким Будјејовицама у Јужној Чешкој. Заменик команданта овог логора у периоду од 1945. до 1946. године, Вацлав Хрнечек, касније је побегао из Чехословачке и дошао у Баварску, где су га препознали бивши немачки логораши. Хрнечек је изведен пред амерички суд Високе савезничке комисије за Немачку којим је председавао судија Лео М. Гудман. Суд је изрекао осмогодишњу казну Хрнечеку на основу сазнања да је логор Будјејовице вођен на злочиначки и свиреп начин, и да, иако није било гасних комора и није било систематског, организованог истребљења, логор је био центар садизма, у коме је људски живот а и људско достојанство није имало значење.[52]

## Протеривања Немаца
До тренутка протеривања 1945. године, у Чехословачкој је било 3.295.000 немачких цивила. Овом статистиком обухваћено је и 147.501 карпатских Немаца у Словачкој.
Само неколико месеци након пада Трећег рајха у мају 1945. године, донета је коначна одлука о протеривању свих Немаца осим њих 800.000, који су требало да буду коришћени као радна снага (првенствено добровољна) за подстицање напора на обнови земље. Ослобођеним протеривања био је забрањен одлазак из Чехословачке како би се запосленима осигурало ратом захваћено чехословачко тржиште рада. На крају, већина ослобођених око 800.000 на крају је протерано или расељено.
Десетине хиљада етничких Мађара требало је такође да буду протерано само због дуготрајног сукоба њихове националности са Словацима и зато што је њихова нација била блиски савезник Трећег рајха.
Да би се убрзало протеривање немачке мањине, правни параметри у Чехословачкој који би војницима и приватним грађанима омогућавали протеривање немачких држављана, било је одузимање целокупне имовине без накнаде, па чак и физичко насиље по потреби, без правног или кривичног гоњења. Ови закони су и данас присутни у Чешкој, иако се уопште не спроводе.
Иако чешка влада и чешки националисти данас инсистирају на томе да су протеривања и евентуалне смртни случајеви били само одмазда за бруталност Немачке у окупираној Чехословачкој против изразито пронацистичког становништва они се не могу поредити са нацистичким злочинима, чешка протеривања очистила су етничке немачке цивиле чак и са крајње левичарским и социјалистичким уверењима само због њихове културне припадности.
Британска влада охрабрила је Чехословаке да занемарују различита политичка уверења Немаца и протерају их све јер је било потребно радикално решење за ублажавање уочене све присутније немачке ратоборности а у том протеривању на удару су се нашли и антифашисти који нису починили издају, који су такође протерани.

## Закон бр. 115/1946 Цол.
Дана 8. маја 1946. године, чехословачка привремена народна скупштина донела је закон бр. 115/1946 Цол. заједно са Бенешовим уредбама коме се наводи... 
„Било које дело почињено између 30. септембра 1938. и 28. октобра 1945. чији је циљ био да помогне у борби за слободу Чеха и Словака или које је представљало само репресалије за поступке окупационих снага и њихових саучесника, није незаконито, чак и када таква дела иначе могу бити кажњива по закону“.
 Овај закон, који је и даље на снази, де факто је обезбедио да у Чехословачкој није процесуиран ниједан злочин над Немцима током наведеног периода.
Уредбом бр. 115/1946 од 8. маја 1946. године делатности (које би се иначе сматрале кривичним) нису биле незаконите ако је њихов „циљ био да допринесу борби за повратак слободе Чеха и Словака или су биле усмерене на праведну одмазду за дела станара или њихових сарадника“. Непримерено насиље или било који други слични ексцеси нису амнестирани. Увек су били злочини и увек су се кажњавали као злочини. Укази председника Републике, страница 27 Без таквог дела, многи борци отпора били би отворени за кривично гоњење због својих активности против нациста. Закон којим се предвиђа да казне изречене против чешких бораца отпора током рата биле су законите, важиле су у Немачкој до 1997.
Међутим, чешка влада је изразила жаљење у Заједничкој чешко-немачкој декларацији о међусобним односима и њиховом будућем развоју 1997:
Чешка страна жали што је насилним протеривањем и присилним пресељавањем судетских Немаца из бивше Чехословачке после рата, као и експропријацијом и лишавањем држављанства, нанесено много патњи и неправде невиним људима, такође с обзиром на чињеницу та кривица је приписивана колективно. Посебно жали због ексцеса који су били у супротности са основним хуманитарним принципима, као и правним нормама које су постојале у то време, а осим тога жали што је Закон бр. 115 од 8. маја 1946 омогућио да ови ексцеси буду сматрани нелегалним и да је последица тога ова дела нису кажњена.
 Немачка страна признаје одговорност Немачке за њену улогу у историјском развоју, који је довео до Минхенског споразума 1938. године, бекства и присилног протеривања људи из пограничног подручја Чешке и насилног распада и окупације Чехословачке Републике. Жали због патње и неправде нанете чешком народу кроз националсоцијалистичке злочине које су починили Немци. Немачка страна одаје почаст жртвама националсоцијалистичке тираније и онима који су јој се опирали.

### Резултати
Почетком јануара 1946. године, возови пуни судетских Немаца - четрдесет вагона, тридесет путника по вагону - свакодневно су одлазили из Чехословачке у америчку зону окупиране Немачке. До краја 1946. године, чехословачка влада је завршила „организовани трансфер“ готово 2 милиона Немаца, и то на начин који је у многим аспектима испунио мандат Потсдамског споразума да пресељење буде „уредно и хумано“.
Али фокус у овим регулисаним теретним возовима пуним људског терета прикрива размере хуманитарне катастрофе са којом су се суочили Немци током летњих месеци 1945. године, непосредно након нацистичке капитулације. Крајем 1945. чешки војници, снаге безбедности и локалне милиције већ су протерали преко 700.000 судетских Немаца у окупиране Немачку и Аустрију. Чак 30.000 Немаца је умрло на принудним маршевима. Чешки и немачки извори дуго се нису слагали око броја умрлих. Немачки историчари, многи од њих судетски прогнаници, тврдили су за више од 200.000 смртних случајева током протеривања из Чехословачке.
Иако се историчари широко не слажу око броја смртних случајева, недавни извештај чешко-немачке „Заједничке комисије историчара“ сложио се да се он кретао у распону од 17.000 до 30.000 мртвих.
Заједничка чешко-немачка комисија историчара 1996. године навела је следеће статистичке податке: 
- смрти услед насиља и ненормалних животних услова настале су код приближно 10.000 убијених особа;
- још 5.000–6.000 особа умрло је из неодређених разлога повезаних са протеривањем;
- чинећи укупан број жртава протеривања од око 15.000–16.000 (ово искључује самоубиства, која чине приближно 3.400 случајева.[55][56][57][58]

Чешка евиденција извештава о 15.000-16.000 насилних смртних случајева, који не укључују додатних 6.667 необјашњивих случајева или самоубистава, као и број умрлих од глади и болести у Немачкој као последица протеривања.
Процењено је да је 1946. године 1,3 милиона етничких Немаца депортовано у америчку зону, која ће постати део Западна Немачка.
Такође се процењује да је 800.000 Немаца депортовано у совјетску зону (у део Немачке који ће постати Источна Немачка).
| Опис                                                | Укупно    | Етнички Немци | Други   |
| --------------------------------------------------- | --------- | ------------- | ------- |
| Судетски Немци                                      | 3,037,361 | 3,037,361     | -       |
| Јевреји                                             | 2.035     | 2.035         | -       |
| Чеси                                                | 193,786   | -             | 193,786 |
| Остале етничке групе                                | 3.670     | -             | 3.670   |
| Стране националности                                | 39,747    | 11,754        | 27.993  |
| Без држављанства                                    | 3.415     | 2.454         | 961     |
| Неодређено држављанство                             | 128,435   | 10,811        | 117.624 |
| Немачки попис становништва у Судетима из маја 1939. | 3.408.449 | 3.064.415     | 344.034 |
|                                                     |           |               |         |
| Протекторат Чешке и Моравске                        | -         | 259.000       | -       |
|                                                     |           |               |         |
| Немачко становништво у Словачкој                    | -         | 154.000       | -       |
|                                                     |           |               |         |
| Укупно немачко становништво у Чехословачкој 1939.   | -         | 3.477.000     | -       |

## Супротстављени ставови
Анализа бруталног наслеђа немачке владавине у окупираној Чехословачкој је значајна, јер Чеси снажно истичу да је протеривање више од 3.000.000 цивила било оправдано с обзиром на злочине које су починили Немци.
Међутим, протеривања, као што је описано на овој страници, потпуно су занемарила политичко сврставање етничке немачке мањине и једноставно су циљала на уклањање читаве етничке заједнице искључиво због њене етничке припадности.
Важно је запамтити да су окупаторске немачке снаге и одреди за убијање у Чехословачкој били првенствено из саме Немачке или су то били добровољци из окупираних земаља и држава Осовине.
Судетски Немци сами нису били одговорни за окупацију или тешкоће чешког народа. Иако је њихов позив на независност на крају довео до Минхенске конференције и анексије Судета, политички опортунизам и експанзионизам Хитлерове Немачке узроковали су губитак суверенитета Чехословачке.
Потпуно је нетачно тврдити да су судетски Немци након анексије Судета и окупације Прага покренули плиму и талас терора током окупације на Чехе од 1938. до 1945. године. Према томе, етничко уопштавање Чехословака о Немцима као својственим починиоцима рата и окупације лажно је и некоректно јер је подразумевало Судетске Немце као одговорне за чешку патњу због њиховог етничког идентитета.

## Дугорочни утицај
Према студији из 2020. године, протеривање Немаца допринело је непрекидном пропадању градова и смањењу људског потенцијала у регионима Чехословачке у којима су Немци некада живели.

### Наслеђе
Комитет Уједињених нација за људска права донео је одлуке у три случаја у вези са судетским Немцима у којима се крше чланови 26. и 14. Међународним договором о успостављању грађанског и политичког права, наложено је Чешкој Републици да врати имовину правим власницима. Од 2010. године ставови Комитета нису примењени. На то су сигурно утицала истраживања јавног мњења која указују да се јавност противи таквим мерама.
Према чланку у Прашком дневном монитору:
Чешко-немачка декларација [од] 1997. постигла је компромис и изразила жаљење због неправде које су невини људи проузроковали „послератним протеривањима, као и принудним депортацијама судетских Немаца из Чехословачке, експропријацијом и одузимањем држављанства“ на основу принципа колективне кривице.

У чешко-немачкој декларацији из августа 1997. године стоји:
- Немачка страна је преузела пуну одговорност за злочине нацистичког режима и њихове последице (савезничко протеривање).
- Немачка страна је свесна чињенице да је националсоцијалистичка политика насиља према чешком народу помогла да се припреми терен за послератни бег, насилно протеривање и присилно пресељење.
- Чешка страна жали што је насилним протеривањем и присилним пресељавањем судетских Немаца из бивше Чехословачке након рата ... много невиног народа нането много патње и неправде.“[62] Чешка није изразила жаљење због савезнички пренос судетских Немаца са наци-немачким држављанством или оних који нису испољавали „своју оданост Чехословачкој Републици“.

Немачки политичари и депортовани судетски Немци широко користе реч „протеривање“ за те догађаје. Међутим, политички представници и у Чешкој и у Пољској, одакле су се милиони Немаца морали преселити после Другог светског рата, обично избегавају овај израз и радије користе реч „депортација“.
  .

## Накнада прогнаним лицима
Британски Форин офис и амерички Стејт департмент планирали су оснивање „комисије за премештање становништва“, сличну аранжману из Лозанског споразума из 1923. године, да би обезбедили компензацију за приватно власништво премештеним Грцима и Турцима након кемалистичког рата 1919–1923. Али догађаји су ишли брже од политике запада и протеривања су започела у мају 1945. године, много пре Потсдамске конференције и пре него што је постигнут било какав споразум о оснивању комисије. Тако да никада није основана комисија за премештај становништва која би била надлежна за процену захтева немачких прогнаника. (Погледајте документе Уреда за јавне евиденције ФО 371/46810 и ФО 371/46811).
Пошто је чехословачка влада у егзилу одлучила да је пресељење становништва једино решење немачког питања, проблем репарације (одштета за рат) био је уско повезан. Предложени трансфер становништва како је представљен у преговорима са владама САД, Велике Британије и СССР, претпостављао је конфискацију имовине Немаца како би се покрили захтеви за репарацијом Чехословачке; а Немачка би требало да плати одштету својим грађанима. Ова чињеница која је уследила требало је да спречи немачку да избегне плаћање репарације као што се то догодило након Првог светског рата.
Овај план је предложен Међудржавној агенцији за репарацију (ИАРА) 1945. године, али због појаве хладног рата никада није потврђен ниједним уговором са Немачком. ИАРА је завршила своју активност 1959. године и настао је статус кво: Чешка је задржала имовину протераних етничких Немаца, док Немачка није платила никакву репарацију (испуњено је само око 0,5% чехословачких захтева). Из тог разлога, сваки пут кад судетски Немци затраже одштету или укидање Бенешевих декрета, чешка страна узвраћа претњом захтевом за одштету.
Чак и током припреме чешко-немачке декларације, немачка страна је избегла чешки захтев да споразумом потврди статус кво. Међутим, Немачка је усвојила чехословачки предлог и исплатила одштету прогнаницима. Један извор тврди да је немачка влада прогнаницима до 1993. исплатила око 141 милијарду ДМ. У другим изворима се наводи да је укупни износ од око 60 милијарди евра исплаћен као делимична компензација свим грађанима Немачке и етнички немачким прогнаницима - само групи од 15 милиона људи - погођеним губитком имовине услед последица рата.  Може се претпоставити да исплата Немцима из Чехословачке представља много мањи део те суме.
За разлику од Немачке, питање накнаде прогнаницима било је, барем номинално, затворено са неколико уговора са Аустријом и Мађарском. Најважније следи:
Уговор од 19. децембра 1974
Према овом уговору, Чехословачка се обавезала да плати 1.000.000.000 АТС за покривање имовинских захтева аустријских држављана и одрекла се бивше територије и свих осталих захтева држава или појединаца против Аустрије. Аустријска страна се одрекла свих захтева против ЧССР и обавезала се да неће подржати никакве захтеве појединаца против ЧССР који се односе на протеривање.
Уговор од 3. фебруара 1964. године
Према овом уговору, Чехословачка се обавезала да ће удовољити свим захтевима Мађарске и мађарских држављана у вези са конфискацијом плаћањем 20.000.000 кч.

## Споменици

### Немачка
Убрзо након расељавања и депортација, судетски Немци у Западној Немачкој почели су да граде споменике преминулим рођацима, пријатељима и комшијама који су насилном смрћу изгубили животе, умрли од исцрпљености, глади или болести током маршева или у концентрационим и радним логорима.
Најстарији документовани споменик изграђен је 1947. године у Хесену. Последња регистрована датира из 2005. године.
Од 1950. године до данас изграђени су многи крстови, надгробни споменици, као и уметнички споменици. У Савезној Републици Немачкој има их око 1.400.
После распада ДДР-а, нови споменици и спомен-места постављени су у Бранденбургу, Мекленбургу - Западној Померанији, Саксонија-Анхалт, Тирингија, Шлеска и Лужица.

### Аустрија
Дуж северне доњоаустријске границе, током периода „гвоздене завесе“, расељени Јужноморавци су изградили преко двадесетак споменика и спомен обележја својим родним селима. Међу најзанимљивијима су Креузберг у близини села Клеинвалштад са погледом на брда Микулов и Павловске и споменик у селу Унтерензинген са погледом на Знојмо.

### Чешка
Након пада комунистичког режима, у Чешкој је започела изградња спомен обележја и постављање спомен плочау знак сећања на део расељеног немачког становништва. Нису још сви регистровани, али су и даље видљиви докази напора ка помирењу на обе стране.
Занимљив пример је и успостављање националног споменика херојима Хајдрихијаде са поднасловом - Место помирења. Споменик је инаугурисан на празник Светог Вацлава, 28. септембра од 1995. године у православној храму Светих Кирила и Методија у Прагу.

## Дан сећања -„Gedenktag an Flucht und Vertreibung“
Савезни кабинет у Немачкој одлучио је 27. августа 2014. године, да уведе још један дан сећања на страдање Немаца бивших становника Судета, који су морали да напусте Чехословачку након рата. Почев од 2015. године, нови дан за памћење биће додат немачким календарима и сваке године 20. јуна, Немци обележавају Дан сећања „Gedenktag an Flucht und Vertreibung“, док у савезној држави Баварска, Хесену и Саксонији, дан незаборава обележавају сваке друге недеље у септембру.
Унија прогнаника (БдВ), која надгледа организацију расељених Немаца, већ дуго покушава да успостави дан обележавања немачких послератних расељених лица. Влада канцеларке Меркел 2013. године усвојила је овај предлог и увела у свој програм дан незаборава.
У овај дан Немци ће се сваке године сећати својих сународника који су на основу међународних споразума морали да напусте бивше немачке покрајине на територији данашње Пољске и Чехословачке, Румуније и Мађарске након Другог светског рата.

Савезни министар унутрашњих послова Немачке Хорст Сехофер на једној од годишњих комеморација на овај дан изјавио је:
Данашњим националним даном сећања присећамо се жртава бежања и расељења, посебно немачких прогнаника. Сећање на разарајућа искуства наших родитеља и дедова и бака све више бледи. 75 година након завршетка рата, само је неколико њих још увек живо да би нам могло причати о сопственим искуствима Данашњи дан сећања помаже нам да одржавамо успомене на живот. Јер бежања и расељавање и данас су проблем. Искуства из сопствене историје треба дса нам буду подсетник за садашњост и будућност.
 Немачке савезне покрајине Баварска, Хесен и Саксонија раније су увеле дане сећања на немачка расељена лица. У тим земљама незаборавни дан би увек требало да падне друге недеље у септембру.
Почев од 2000. године у јуну месецу уведен је Међународни дан избеглица, инспирисан причама избеглица из Африке, чији су становници првобитно сваке године истовремено обележавали свој дан обележавања. Уједињене нације су овај дан повезале са свим људима који морали да напустити домове због ратних сукоба.